# Mike Santos
Michael Santos, detto Mike (Los Angeles, 17 luglio 1956 – Riverdale, 10 settembre 2008), è stato un cestista statunitense con cittadinanza portoricana.

## Carriera
Vanne selezionato dai Buffalo Braves al terzo giro del Draft NBA 1978 (48ª scelta assoluta).
Con Porto Rico ha disputato i Giochi panamericani di Caracas 1983.